# Thiès
Thiès er en by i det vestlige Senegal, der med et indbyggertal (pr. 2005) på cirka 320.000 er landets tredjestørste by. Byen er hovedstad i regionen af samme navn og ligger cirka 60 kilometer øst for hovedstaden Dakar.
- Wikimedia Commons har flere filer relateret til Thiès